# Infotainment

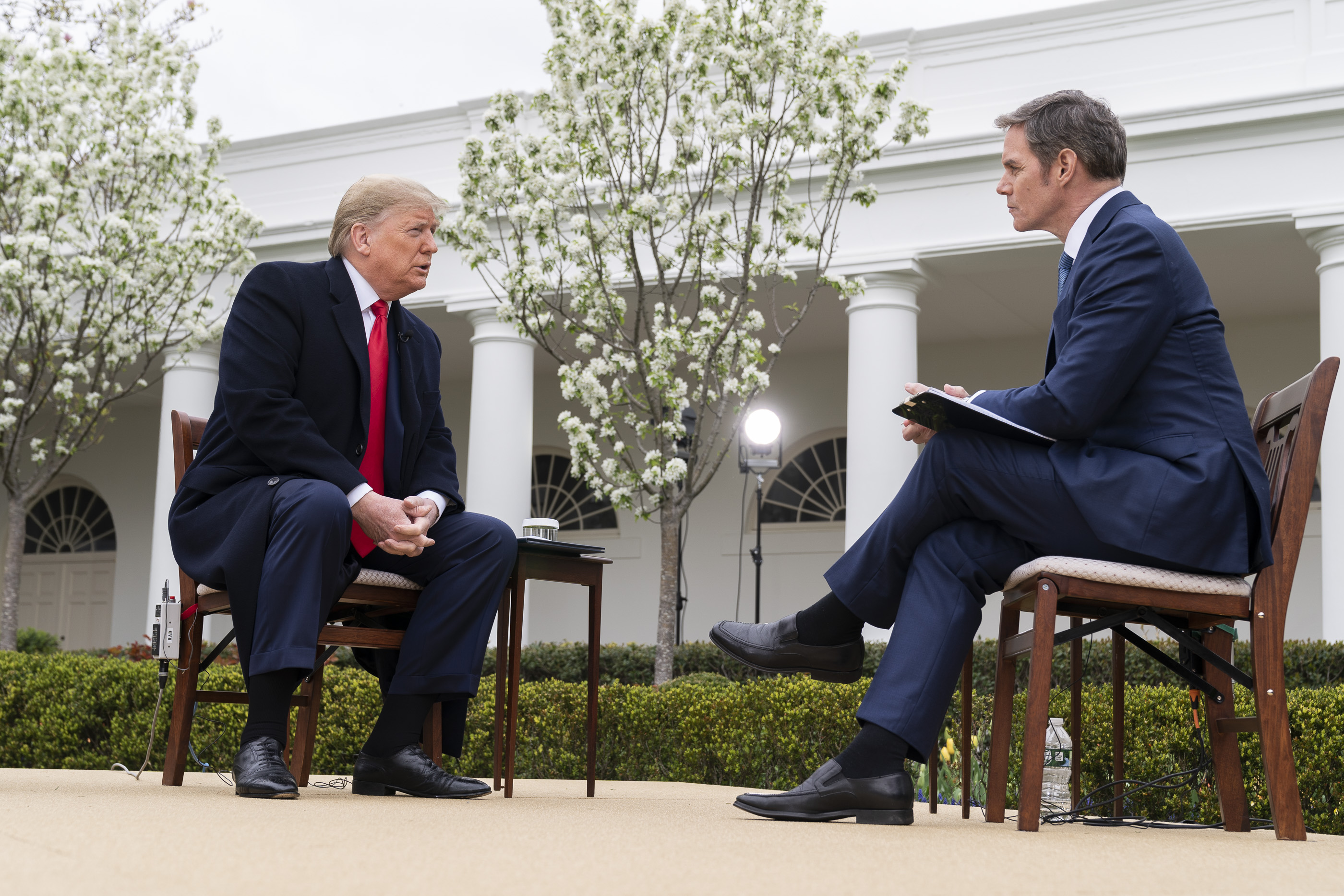
Donald Trump entrevistado por Fox News

El infotainment o infoentretenimiento (en español) es un neologismo anglosajón formado por los términos information y entertainment el cual alude a la tendencia periodística sensacionalista de representar la realidad en clave espectacular en cualquier medio de comunicación, con la finalidad de servir de gancho para captar y mantener audiencia (Thomas, 1990).

## Descripción

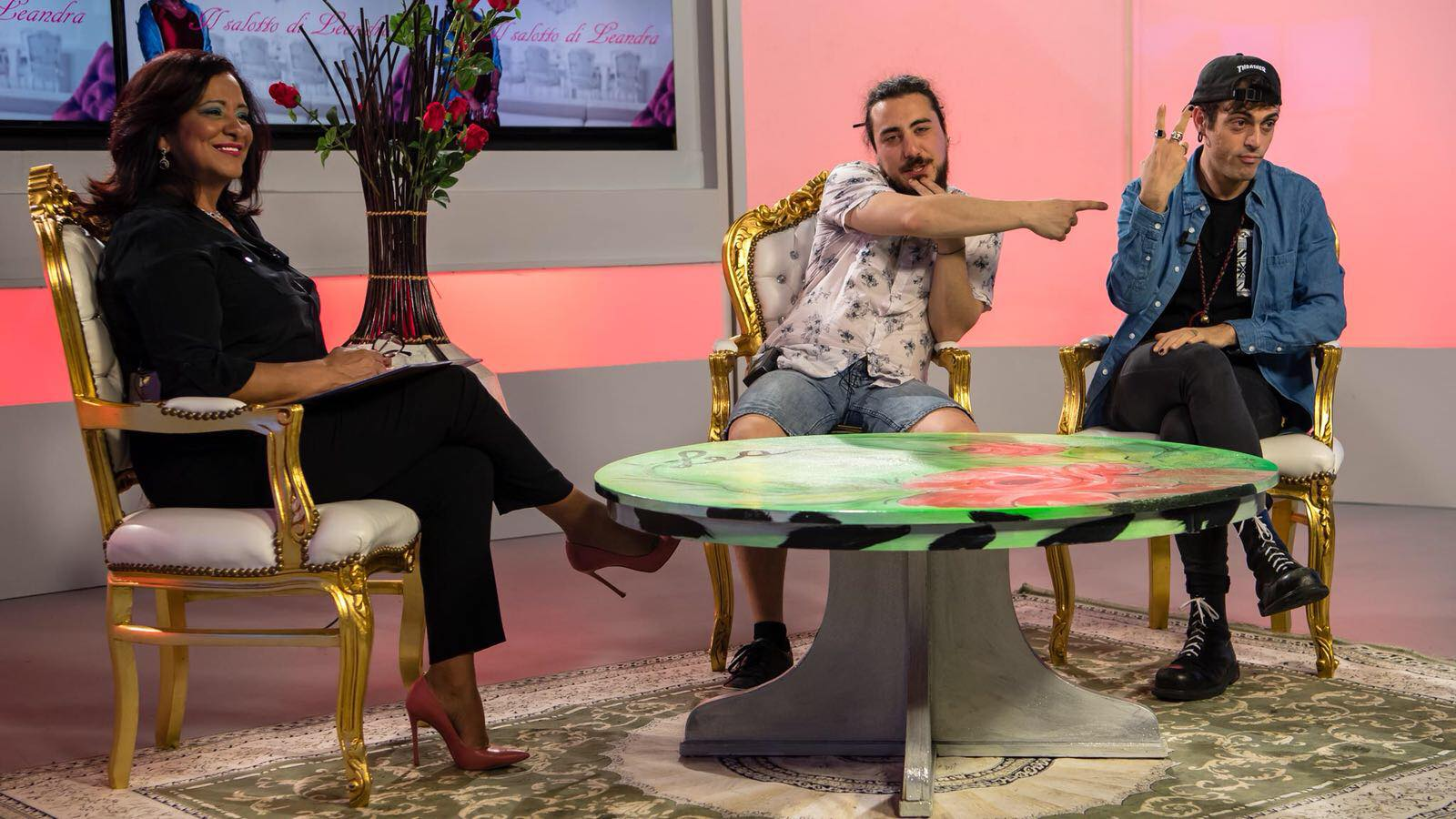
Talk show de la televisión italiana

El proceso consiste en la selección de los contenidos y las formas narrativas basándose en el impacto que puedan causar en la audiencia, en vez de priorizar la capacidad de suministrar información relevante y rigurosa. En otras palabras, el interés humano suplanta al interés público (Franklin, 1997) creando una "espectacularización de la realidad" (Prado, 2003). De esta manera, la realidad se ve distorsionada por técnicas propias de la ficción y del entretenimiento. Así mismo, el medio audiovisual ha dotado la noticia con una nueva noción que fusiona elementos de tragedia o de humor, y confunde lo conflictivo o lo espectacular con lo importante.
Uno de los ejemplos más comunes son los talk shows, late night shows, y los programas de “sketches”. Estos están influenciados por la actualidad y la información, pero la expresan en pasajes de humor, de crítica, de evasión, con un tratamiento más relajado, informal, satírico, con mayor dosis de crítica a través de monólogos, entrevistas a políticos o economistas, reportajes, etc. Hay multitud de programas de entretenimiento que parodian las noticias como Las noticias del guiñol, Crónicas marcianas, El Intermedio o Buenafuente.
En Estados Unidos los programas de entretenimiento híbridos son muy populares e importantes. Su influencia es tan grande que los políticos entienden su participación en estos programas como una estrategia para acercarse e intentar seducir a futuros votantes. Por ejemplo, cuando Bill Clinton, en su campaña de 1992, tocó el saxofón en The Arsenio Hall Show.

## Origen

### Origen del término
El término infotainment comienza a emplearse a finales de los años 80, para comprender el proceso de evolución de los contenidos televisivos hacia la fusión de géneros. Krüger, en su análisis sobre la televisión alemana en 1988, es el primero en utilizar este término, que acabará siendo la expresión denominada para definir el fenómeno. No obstante, se han empleado otros conceptos para describir un proceso similar:
- Tabloidization es la expresión elegida por varios autores en el ámbito anglosajón: Langer, (2000), Esser (1999) o Sparks (2000) que lo define como “un cambio en las prioridades dadas en un medio y que se apartan de las noticias y la información para poner su énfasis en el entretenimiento” (Sparks, 2000).
- Las otras noticias (Langer, 1998) que se refiere a los temas triviales sobre sucesos, accidentes, interés humano, entretenimiento y curiosidades que desvían la atención sobre asuntos más relevantes.
- Infoshow (Prado et al., 1999) que “representa una nueva forma de presencia de la Información que se espectaculariza en sus formas y da cabida como protagonistas de las historias narradas a gente común, convirtiendo la televisión en el reina de «los cualquiera»”.
- Boulevardisierung en Alemania que alude a la prensa boulevard o sensacionalista centrada en escándalos, cotilleos, celebrities. (Lozano, 2004)

### Origen del fenómeno
Explicar las noticias a través del filtro del humor es una práctica que tiene sus raíces en la prensa satírica, las coplas populares, las canciones de juglares y bufones.
El humor y la información son de las primeras fusiones de género de la televisión. Sin embargo, no existe una fecha clara que marque su aparición. Stark (1997) inscribe el inicio del fenómeno a finales de la década de los 60 y principios de los 70 y lo sitúa en los canales locales de Estados Unidos, describiéndolo como un “resultado del genio” de sus programadores. No obstante, la mayoría de investigaciones ubican el inicio del infoentretenimiento entre finales de los 80 y principios de los 90 en los informativos de las televisiones occidentales. 
El detonante de su aparición radica en la expansión de la televisión comercial privada frente a la pública. Como resultado, se creó un mercado altamente competitivo donde la necesidad de desarrollar estrategias para atraer a una audiencia masiva es muy importante. De manera que, la búsqueda del beneficio económico, la competición por la audiencia, la liberalización y desregulación de los medios son los principales factores de este fenómeno. (Lozano, 2004).

## Características

### Características principales
- Tendencia a abordar aquellas informaciones más susceptibles de generar un impacto en el televidente (“morbo”) o de fomentar el espectáculo visual: sucesos, desastres, noticias de interés humano, curiosidades, celebrities.
- Abundan las noticias ligeras o menores (soft news).
- Las fuentes oficiales se descontextualizan y se tratan bajo la perspectiva humorística.
- Los ciudadanos se convierten en protagonistas de la información considerados “fuentes informativas de primer orden que suplantan a las fuentes oficiales” (Ortells, 2011).
- El periodista se implica en la noticia e incorpora su personalidad a través de sus gestos y de los comentarios que introduce en la narración de los hechos, generando un proceso de identificación por parte de la audiencia.[6]
- Suelen ser programas y formatos destinados prioritariamente a la distracción del espectador que parodian la actualidad informativa o bien informativos de televisión que han modernizado el formato y el lenguaje audiovisual a través de la lógica del espectáculo.

### Características técnicas
Estas son las características técnicas más empleadas según Lozano (2004) y Ortells (2011):
- Plano subjetivo.
- Primeros planos o planos detalle (expresivos y emotivos que muestran las reacciones).
- Música para dotar de ritmo, dramatismo o comicidad al mensaje informativo.
- Uso de recursos sonoros:
  - Efectos de audio para aportar dinamismo.
  - Sonido ambiente para añadir espectacularidad.
- Efectos de la postproducción y profusión de transiciones
- Uso de la técnica de cámara al hombro para crear la impresión de cercanía, realidad y movimiento.
- Edición intencional de las imágenes:
  - Montaje picado para generar tensión.
  - Ralentización de las imágenes para destacar su importancia en el contexto de narración.
  - Aceleración de las imágenes para crear efectos como la angustia o la comicidad.
- Abundancia de conexiones en directo.
- Puesta en antena efectista que recurre a autopromociones y cebos.

### Estilo narrativo
- Descontextualización.
- Personalización (Lozano, 2004).
- Sentimentalismo y emotividad.
- Dramatización (Lozano, 2004).
- Humor y crítica (vinculado a la cultura popular).
- Titulares llamativos y polémicos.
- Uso del lenguaje descriptivo y expresivo (abundan adjetivos, adverbios, superlativos y comparativos (Marín, 2010: 133), lenguaje coloquial, y mensajes simples.[7]

## Infotainmenten la red
El fenómeno Internet ha permitido crear un espacio donde albergar y difundir información, que sea accesible en cualquier tiempo y lugar a través de dispositivos muy variados. Así mismo, se debe comprender la red como un flujo de información que se alimenta constantemente de todo tipo de informaciones y opiniones sobre asuntos del debate público, pero también de anécdotas, frivolidades, hechos triviales o historias que apelan al morbo o al voyerismo de los internautas. De modo que convierte a Internet en un medio para la socialización, la diversión y el entretenimiento (además de ser informativo).
La oferta de información en el ciberespacio no solo depende de la agenda setting como en los medios de comunicación tradicionales, sino que también la conforman las aportaciones de todo tipo de organizaciones y millones de ciudadanos. De esta manera, los usuarios interactúan, de manera colectiva, como prosumidores con los contenidos. Sin embargo, buena parte de los contenidos más populares son del género del infoentretenimiento. 

## Consecuencias
Esto es editable, la confusión de los límites entre la información y el entretenimiento no solo ocurre en el sentido de las técnicas, los enfoques y los temas sensacionalistas, sino que también es una realidad social de la era de la información. Un ejemplo actual son las fake news. En el caso del infoentretenimiento, es el humor que simplifica realidades y genera una opinión pública desenfocada.
Algunas de las consecuencias son la pérdida de confianza y de credibilidad en los medios comunicativos, y la desinformación de la sociedad. Este último, es un problema que amenaza al sistema democrático, ya que si los ciudadanos no acceden a las noticias esenciales que precisan para ejercer sus derechos cívicos —dado que en los medios dominan las informaciones más ligeras—, la democracia que reside en la voluntad popular acabará por banalizarse (Sparks y Tulloch, 2000). aja